# 32628 Lazorik
32628 Lazorik este o planetă minoră (asteroid), cu un diametru de 2,179 km, din centura de asteroizi. A fost descoperită pe 10 septembrie 2001 la Experimental Test Site⁠(d) de Lincoln Near-Earth Asteroid Research. 
Obiectul prezintă o orbită caracterizată de o semiaxă mare de 2,2995234 UAi, o excentricitate de 0,06, o înclinație de 5,4643 ° în raport cu ecliptica.